# رودخانه آپستا
رودخانه آپستا (به لاتین: Aapsta) یک رود در گرجستان است که در آبخاز واقع شده‌است.